# Ye Jiao
Ye Jiao (21 de outubro de 1994) é uma jogadora de hóquei sobre a grama chinesa, que atua na posição de goleira.

## Carreira
Jiao formou-se no Instituto de Educação Física de Chengdu. Após integrar a seleção chinesa em 2018, foi convocada para participar da Copa do Mundo.
Nos Jogos Olímpicos de Verão de 2024, em Paris, conquistou a medalha de prata no torneio feminino do hóquei sobre a grama, após confronto na final contra a equipe holandesa por pênaltis.